# إدواردو بازاغلي
ادواردو بازاغلي (بالإيطالية: Edoardo Pazzagli)‏ (11 أبريل 1989 بفلورنسا في إيطاليا - ) هو لاعب كرة قدم إيطالي في مركز حراسة المرمى. شارك مع منتخب إيطاليا تحت 17 سنة لكرة القدم ومنتخب إيطاليا تحت 19 سنة لكرة القدم. أما مع النوادي، فقد لعب مع إيه سي ميلان وفيورنتينا ونادي أسكولي ونادي بيستويسي ونادي مونزا وFidelis Andria 2018 ‏ ونادي براتو وASD Sangiovannese 1927 ‏.